# Catcher in the Sky
Catcher in the Sky è il primo album di canzoni registrate dal vivo di una trilogia (insieme a Niente da capire e Musica leggera) di Francesco De Gregori, pubblicato nel 1990. Il titolo fa riferimento a Catcher in the Rye, titolo originale del libro Il giovane Holden.
Nell'introdurre Sotto le stelle del Messico a trapanàr, De Gregori ironicamente dice che avrebbe voluto intitolare il brano Infiniti tronchi, riferendosi ai verbi posti al termine di ogni verso, ma non lo fece per paura che qualche critico pensasse che la canzone avesse per oggetto foreste sterminate.

## Tracce
1. Il signor Hood - Enna (31-7-1987) – 2:43
2. Bambini venite parvulos - Roma (8-10-1989) – 4:31
3. Pane e castagne - Trieste (24-1-1989) – 4:30
4. Sotto le stelle del Messico a trapanar - Roma (9-10-1989) – 4:28
5. Ninetto e la colonia - Correggio (17-7-1987) – 4:00
6. Buonanotte fiorellino - Roma (9-10-1989) – 4:04
7. La donna cannone - Trieste (24-1-1989) – 4:36
8. La leva calcistica della classe '68 - Roma (9-10-1989) – 4:59
9. A Pa' - Roma (9-10-1989) – 4:33
10. Titanic - Roma (9-10-1989) – 4:28
11. Bufalo Bill - Roma (7-10-1989) – 5:17